# Neoepedanus fokiensis
Neoepedanus fokiensis – gatunek kosarza z podrzędu Laniatores i rodziny Epedanidae. Jedyny znany przedstawiciel monotypowego rodzaju Neoepedanus

## Występowanie
Gatunek jest endemiczny dla Chin.